# Byam Shaw

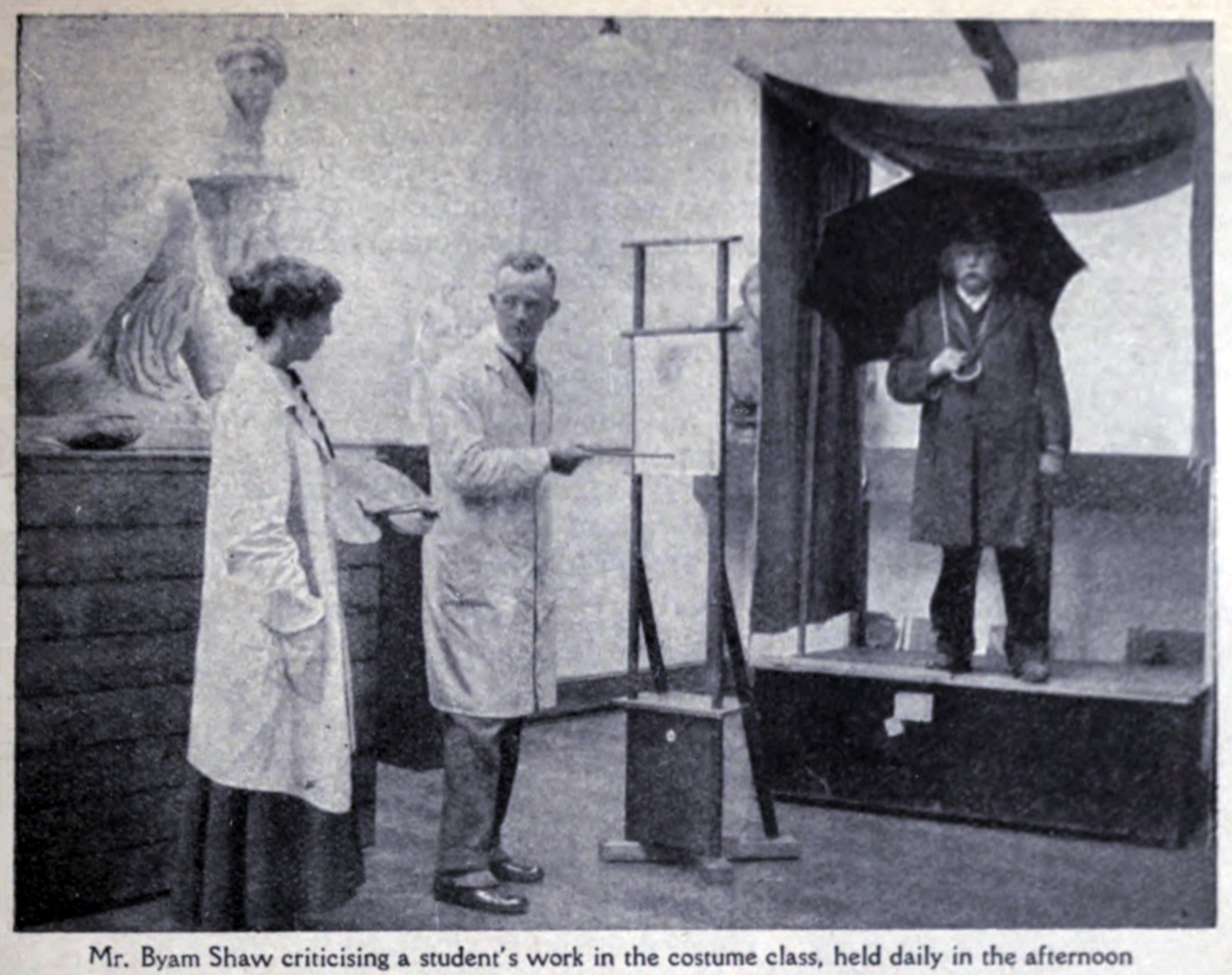
Byam Shaw i sin målarskola

John Byam Liston Shaw, född 13 november 1872 i Madras i Indien, död 26 januari 1919 i London, var en brittisk målare.
Byam Shaw kom 1878 med sin familj till Storbritannien från Indien, där hans far arbetat i kolonialförbsltningen. Han utbildade sig vid Royal Academy of Arts från 1889 och influerades   av den prerafaelitiska riktningen, framför allt av Dante Gabriel Rossetti. Han vann tidigt rykte om sig som den mest löftesrike bland de yngre förmågorna inom denna krets. Han vann framgång med den symboliska målningen Rose Mary (1893, en målning med motiv efter en dikt av Rossetti. Den avbildade en flock kvinnor som följer den rosenkransade Rose Mary och griper efter kärlekens frukter, som hon bär på en bricka. En annan uppseendeväckande målning är Sanningen. 
Shaws målningar berömdes för lysande och ungdomsfrisk kolorit utan något förkonstlat eller överförfinat i komposition och behandling. Stark känsla för den dekorativa linjen är ett genomgående drag i Shaws teckningar till Robert Brownings Poems (1898), Boccaccio (1899), Shakespeare (1900), Pilgrim's Progress (1904), Edgar Allan Poe (1909) med flera.